# Manuel García (Fußballspieler, 1985)
Manuel Alejandro García García (* 25. April 1985 in Coquimbo) ist ein ehemaliger chilenischer Fußballspieler.

## Karriere
Manuel García begann seine Karriere 2003 bei Coquimbo Unido, wo ihn Trainer José Sulantay im Alter von 17 Jahren aus der Jugend zu den Profis holte. In der Apertura 2005 wurde der Mittelfeldspieler Vizemeister. Anschließend folgten zwei schwache Jahre von Coquimbo, die im Abstieg 2007 mündeten. García war einer der wenigen Spieler, die dem Verein treu blieben. Im Folgejahr verpasst Coquimbo den Wiederaufstieg im Elfmeterschießen. 2010 schloss sich García Ligakonkurrent Deportes Copiapó an und stand kurz vor dem Wechsel zu Deportes Melipilla, jedoch brach sich 1,72 m große Spieler den Arm und fiel lange Zeit aus. Der Wechsel platzte und García kehrte erst 2013 als Spieler von Lota Schwager auf den Platz zurück. Dort bestritt er drei Spiele und beendete dann seine Karriere.